# Stadion Trudowi Rezerwy w Białej Cerkwi
Stadion "Trudowi Rezerwy" (ukr. Стадіон «Трудові резерви») – wielofunkcyjny stadion w Białej Cerkwi na Ukrainie.
Stadion w Białej Cerkwi został zbudowany w XX wieku. Po rekonstrukcji stadion dostosowano do wymóg standardów UEFA i FIFA, wymieniono część starych siedzeń na siedzenia z tworzywa sztucznego. Rekonstruowany stadion może pomieścić 13 500 widzów. Domowa arena klubów Arsenał Biała Cerkiew i Roś Biała Cerkiew.